# La Infància
La Infància és una escultura de pedra de Sebastià Badia i Cerdà situada al recinte Mundet, en un parterre del carrer d'Hipàtia d'Alexandria, al costat de la que va ser l'escola-parvulari Pando-Mundet, actualment escola Els Pins, al barri de Montbau de Barcelona.
Amb aquesta obra, que representa la figura de dos nens amb una nina, Badia va guanyar el primer premi de la III Bienal Iberoamericana d'Art i el premi Sant Jordi de Pintura i Escultura de la Diputació de Barcelona, l'any 1955. Es va col·locar als jardins de les Llars Mundet, i el 1974 es va traslladar al lloc actual. Les dimensions de la figura són: 0,98 x 0,52 x 0,33 m.
Aquell any Badia també va guanyar la medalla d'Or de l'Excel·lentíssima Diputació Provincial de Barcelona, al mèrit artístic. Altres obres de Badia en llocs públics de Barcelona són: el monument al Bomber, situada actualment a l'Espai Bombers del carrer Lleida, i Maternitat, als jardins Verdaguer de Montjuïc.